# Крок (іспити)

Іспити Крок проводяться МОЗ України

Крок — загальна назва єдиного державного кваліфікаційного іспиту (ЄДКІ), які проводяться для здобувачів ступеня вищої освіти магістр за спеціальностями галузі знань 22 «Охорона здоров’я».  
Ці екзамени проходять в форматі тестування та є обов'язковими для усіх здобувачів освіти в Україні за спеціальностями галузі знань 22 «Охорона здоров`я» : Медицина, Медична психологія, Педіатрія, Стоматологія, Фармація, Сестринська справа, Громадське здоров'я та Лабораторна діагностика. Зміст іспитів, їхня кількість та час складання відрізняються для студентів залежно від їхніх спеціальностей та року навчання. 
Майбутні фахівці рівня «спеціаліст» та «магістр» (лікарі усіх спеціальностей, фармацевти тощо), послідовно складають три екзамени впродовж усього свого навчання: «Крок 1», «Крок 2» та «Крок 3». Майбутні фахівці рівня «молодший спеціаліст» складають лише один екзамен – «Крок М». Майбутні фахівці рівня «бакалавр» послідовно складають два екзамени: «Крок М» та «Крок Б»

## Загальний опис
Іспит було започатковано у 1999 році та названо за аналогією з американським медичним екзаменом USMLE, який складається з трьох етапів (англ. step).     
За ствердженням МОЗ України, ⁣ основною метою впровадження іспитів «Крок» є встановлення відповідності рівня професійної компетентності випускника (інтерна) мінімально необхідному рівню згідно з вимогами Державних стандартів вищої освіти. Ці екзамени щороку складають понад 55 тис. вітчизняних та іноземних студентів з більш ніж 140 вишів України. Мовою складання іспиту є українська для громадян України або англійська — для студентів-іноземців. Авторами запитань є професори та доценти. Рішенням 8-ої всесвітньої конференції з медичної освіти «Ottawa Conference on Medical Education» (2000) програма ліцензійних іспитів України була рекомендована іншим країнам, які впроваджують ліцензійні іспити, як модель для використання, а Центр тестування при МОЗ України визнаний унікальним для Східної Європи. 

## Крок 1
«Крок 1» — іспит із загально наукових дисциплін, який складається здобувачами освіти після вивчення основних фундаментальних дисциплін. Існують три версії цього екзамену: «Крок 1. Лікувальна справа» — для майбутніх лікарів, «Крок 1. Стоматологія» – для лікарів-стоматологів та «Крок 1. Фармація» — для фармацевтів, клінічних фармацевтів та технологів парфумерно-косметичних засобів. Студенти-лікарі усіх спеціальностей складають цей екзамен на 3-му курсі навчання, а студенти-фармацевти та клінічні фармацевти — на 3-му. 
Тривалість складання іспиту становить 2 години 30 хвилин для здобувачів-громадян України та 3 години – для здобувачів-громадян іноземних держав. Кількість тестових питань – 150. У разі отримання результату «не склав», студентам надається ще одна спроба для успішного перескладання екзамену. Критерій складання —  64,0% правильних відповідей. Складання іспиту КРОК 1 є частиною навчального плану. Тобто без успішного складання заклади освіти не можуть перевести здобувачів на наступний рік навчання.

## Крок 2
«Крок 2» — іспит із професійно орієнтованих дисциплін, які за змістом відповідають освітньо-професійній програмі підготовки спеціалістів. Існують сім версій цього екзамену залежно від спеціальностей здобувачів освіти. Складається студентами на випускному курсі навчання (6-й курс — для спеціальностей Медицина, Медична психологія, Педіатрія, 5-курс — для спеціальності Стоматологія). 
Тривалість складання іспиту становить 2 години 30 хвилин для здобувачів-громадян України та 3 години – для здобувачів-громадян іноземних держав. Кількість тестових питань – 150. У разі отримання результату «не склав», студентам надається ще одна спроба для успішного перескладання екзамену. Критерій складання —  64,0% правильних відповідей. У разі отримання результату «не склав», студенти не отримують диплом про закінчення навчання. А після неуспішного складання мають можливість скласти іспит повторно впродовж року.

## Крок 3
«Крок 3» — іспит, що базується на освітньо-професійній програмі підготовки спеціаліста за певною лікарською або провізорською спеціальністю та складається під час навчання в інтернатурі.
Екзаменаційний тест складається зі 150 запитань. Тестування триває 150 хвилин. Тест має 99 варіантів. Критерій складання — 74% правильних відповідей. Інтерни, що не склали цей екзамен, не отримують сертифікат спеціаліста, проте мають право повторно скласти іспит впродовж року.

## Крок М
«Крок М» — іспит із професійно орієнтованих дисциплін, які за змістом відповідають освітньо-професійній програмі підготовки молодших спеціалістів (Сестринська справа, Медико-профілактична справа тощо) та складається на випускному курсі.
Екзаменаційний тест складається зі 150 запитань. Тестування триває 2 години 30 хвилин. Тест має 99 варіантів. Критерій складання –  58% правильних відповідей.Студенти, що не склали іспит, мають право на повторне його складання впродовж року.

## Крок Б
«Крок Б» — іспит із професійно орієнтованих дисциплін, які за змістом відповідають освітньо-професійній програмі підготовки бакалавра та складається ними на випускному курсі. Існують дві різні версії цього екзамену: «Крок Б. Сестринська справа» та «Крок Б. Лабораторна діагностика».
Екзаменаційний тест складається зі 150 запитань. Тестування триває 2 години 30 хвилин. Тест має 99 варіантів. Критерій складання –  58% правильних відповідей. Студенти, що не склали іспит, мають право на повторне його складання впродовж року.

## Критика
За більш ніж двацятирічну історію процедура екзаменів та підведення їхніх підсумків зазнавли чимало критики з боку студентів, лікарів, фахівців та навіть народних депутатів України.
На думку деяких фахівців, складання тестів Крок не демонструють знань студентів у достатньому обсязі через повторюваність питань та завчасне запам'ятовування студентами правильних відповедей на них.
Весною 2013 році Центром тестування при МОЗ України було прийнято скандальне рішення щодо ануляції результатів іспиту «Крок 1. Стоматологія» для усіх студентів, що складали його. Підставою для цього була зазначена поява деяких завдань за декілька діб до початку екзамену. Після протестів з боку студентів по всій країні та звернення до прем'єр-міністра України Микола Азарова, МОЗ зрештою змінило своє попереднє рішення та зарахувала студентам результати екзамену «з метою зняття соціальної напруги, що склалася серед студентської молоді».
Ще один скандал стався в травні 2019 року та стосувався іспиту «Крок 2». Центром тестування були несподівано включені до тесту завдання, скопійовані з іноземних джерел та стосувалися тем, що не входили в учбовий план студентів-медиків України. Також багато претензій стосувалися факту очолювання Центру тестування Едуардом Рубіним, що не мав медичної освіти. Випускники, не дочікуваючись оголошення результатів, почали масові акції протесту, що широко висвітлювалісь в ЗМІ. На захист студентів встали чимало видатних фахівців, а критика на адресу МОЗ лунала також з трибун Верховної Ради України. Зрештою, після коментаря з боку Центра тестування та зміни методики оцінювання (зокрема, вилучення деяких з питань тесту), кількість студентів, що успішно склала екзамен становила 93,2%.